# 弗兰克·韦德金德
弗兰克·韦德金德（英語：或，1864年7月24日—1918年3月9日）是德国作家、剧作家。
於1889年開始寫作，因反對自然主義，故常以劇作家格哈特·豪普特曼作為諷刺對象。最初在馬戲團進行創作，曾任慕尼黑讽刺雜誌「辛普里契西姆斯」的编辑，後開始萊比錫、慕尼黑等地之劇院擔任演員及編劇。